# Município de Pleasant (condado de Brown, Ohio)
O município de Pleasant (em inglês: Pleasant Township) é um município localizado no condado de Brown no estado estadounidense de Ohio. No ano de 2010 tinha uma população de 5.745 habitantes e uma densidade populacional de 61,24 pessoas por km².

## Geografia
O município de Pleasant encontra-se localizado nas coordenadas 38° 50′ 29″ N, 83° 54′ 02″ O. Segundo a Departamento do Censo dos Estados Unidos, o município tem uma superfície total de 93.82 km², da qual 92,79 km² correspondem a terra firme e (1,1 %) 1,03 km² é água.

## Demografia
Segundo o censo de 2010, tinha 5.745 habitantes residindo no município de Pleasant. A densidade populacional era de 61,24 hab./km². Dos 5.745 habitantes, o município de Pleasant estava composto pelo 96,03 % brancos, o 1,69 % eram afroamericanos, o 0,23 % eram amerindios, o 0,45 % eram asiáticos, o 0,17 % eram de outras raças e o 1,43 % eram de uma mistura de raças. Do total da população o 0,56 % eram hispanos ou latinos de qualquer raça.